# Кёктокай (уезд)
Кёктокай (уйг. كۆكتوقاي ناھىيىسى; Köktoqay nahiyisi‎, каз. كوكتوعاي اۋدانى; Көктоғай ауданы) или Фуюнь (кит. упр. 富蕴县, пиньинь Fùyùn xiàn) — уезд в округе Алтай Синьцзян-Уйгурского автономного района КНР. Административный центр — посёлок Куиртыш.

## Название
Название в переводе с уйгурского и казахского означает «зелёная чаща».

## География
На севере уезд граничит с Монголией, на востоке — с уездом Чингиль, на западе — с уездом Бурултокай, на юге — с Чанцзи-Хуэйским автономным округом. Значительную площадь занимает национальный геопарк Кёктокай.

## История
Кёктокай был выделен из Бурултокая и получил самоуправление в 1937 году. В 1959 году административный центр уезда был перенесён из посёлка Кёктокай в посёлок Куиртыш.

## Население
По состоянию на 2018 год в уезде проживало 96,44 тыс. человек, в том числе 76,24 тыс. представителей национальных меньшинств: казахи (71,35 тыс.), ханьцы (20,2 тыс.), хуэй (2,02 тыс.) и уйгуры (1,87 тыс.).

## Административное деление
Уезд Кёктокай делится на 5 посёлков и 5 волостей: 
Посёлки
- Dure Town (杜热镇)
- Karatüngke Town (喀拉通克镇)
- Ku'ertix Town (库额尔齐斯镇)
- Koktokay Town (可可托海镇)
- Shakurti Town (恰库尔图镇)

Волости
- Kara-Bulgin Township (喀拉布勒根乡)
- Kizilshilik Township (克孜勒希力克乡)
- Kürti Township (库尔特乡)
- Temeki Township (铁买克乡)
- Turgun Township (吐尔洪乡)

## Экономика
В уезде базируются крупный производитель цветных металлов Xinxin Mining Industry и углехимический завод Guanghui Group.

## Транспорт
В уезде расположен аэропорт Фуюнь Кёктокай, открытый в 2015 году. В 2021 году он обслужил почти 41 тыс. пассажиров и более 12 тонн грузов.